# Mordin Solus
Mordin Solus è un personaggio immaginario di Mass Effect di BioWare, che funge da compagno di squadra in Mass Effect 2. Presentato come un medico e scienziato Salarian, prima di unirsi al Comandante Shepard era un membro delle forze speciali della sua specie, ovvero la Squadra Operazioni Speciali.

## Caratteristiche

### Aspetto

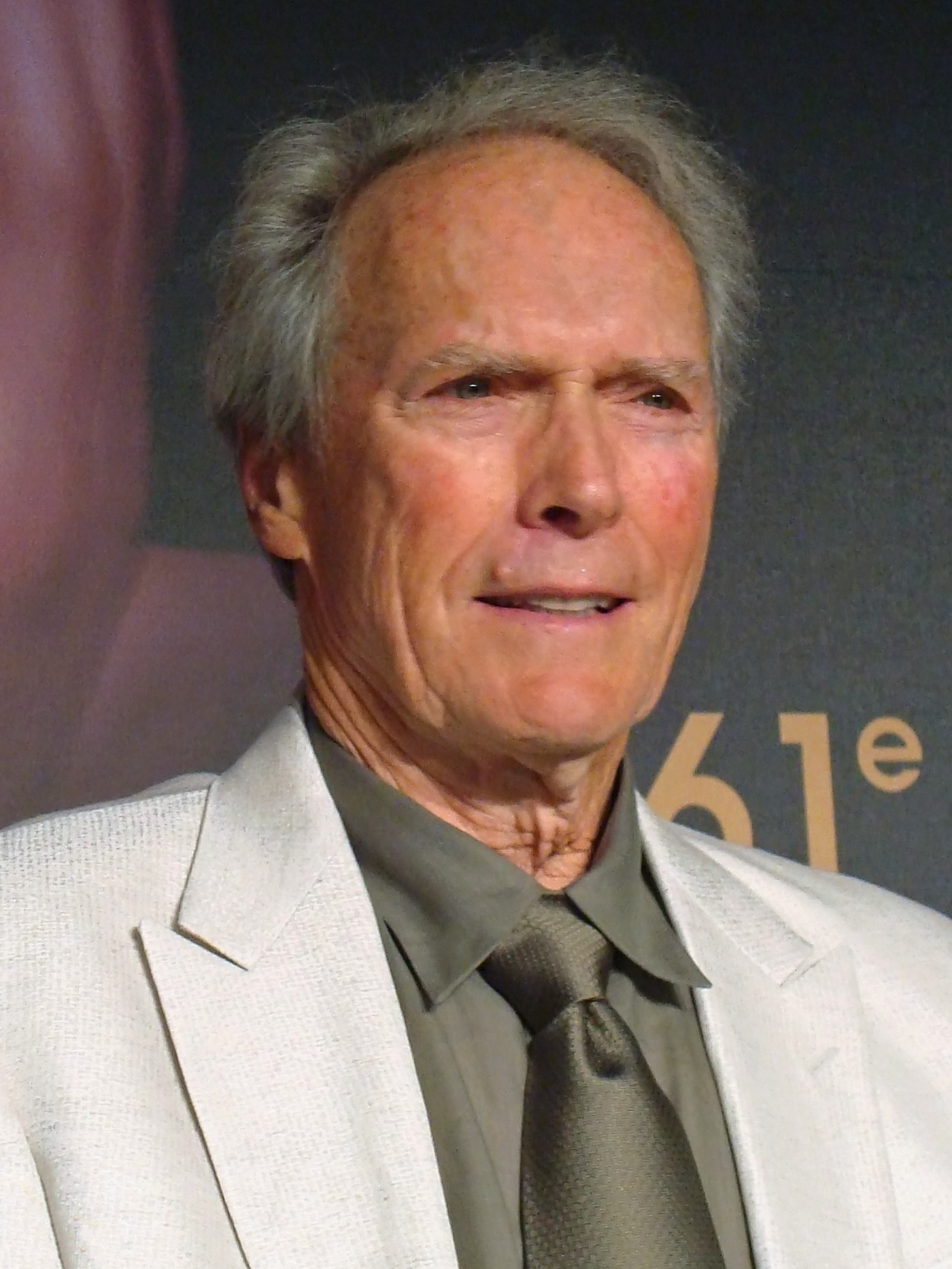
Clint Eastwood

Mordin è un Salarian maschio di età avanzata, affabile e dalla parlantina veloce. Descritto come "guidato da principi scientifici piuttosto che morali", è disposto a fare ciò che è necessario per il bene comune. David Kates, creatore del suo tema musicale, credeva il suo sviluppo aggiungesse un po' di comicità al gioco, definendolo "eccentrico, un po' disorganizzato, decisamente cerebrale e pensieroso", restando affascinato dal suo lato "duro". Il volto di Mordin riprende quello di Clint Eastwood, infatti i creatori presero alcune caratteristiche da un'immagine dell'attore per creare il suo aspetto invecchiato: queste furono principalmente le rughe causate dalla vecchiaia. Creando Mordin, gli sviluppatori hanno creato una linea temporale dell'età degli alieni dell'universo di Mass Effect.
Gli sviluppatori volevano rendere il suo aspetto unico, concentrandosi sulle corna della testa (corni craniali) e la forma degli occhi. Nel suo progetto finito, Rispetto a design classico degli altri salarian, a Mordin manca un corno e presenta il colore della pelle più screziato e multicolore, mentre i suoi occhi sono più piccoli, quasi come in uno strabismo permanente. Gli sviluppatori hanno cercato specificamente di bilanciare il suo lato scientifico con il suo lato militare, vista la sua esperienza passata nelle forze speciali della sua razza. L'abito che indossa ricorda un camice da laboratorio, simile a quello di altri medici presenti negli altri capitoli della serie. Il colletto di metallo serve a spezzare la sua silhouette, anche se non serve a nulla nel dialogo o nella tradizione. Nei primi schizzi del design, Mordin è rappresentato come un medico da campo o uno scienziato.

### Dialogo
Il suo timbro vocale è stato creato per essere sia drammatico che comico, facendo riferimento a Marshall Flinkman di Alias. Inizialmente, Michael Beattie, che gli ha dato la voce nel secondo capitolo, ha preferito adottare una voce più acuta, ma poiché gli alieni della specie dei salarian possiedono un carattere acceso, alla fine ha utilizzato un tono simile alla sua voce naturale. Dopo essere stato sostituito da William Salyer nel terzo capitolo, Beattie ha scritto una lettera aperta ringraziando i fan che avevano gareggiato per il suo ritorno, mostrandosi interessato a riprendere il personaggio, sia in un adattamento cinematografico che in un gioco futuro.

#### Dialoghi eliminati
Durante lo sviluppo di Mass Effect 2 un dialogo da Mordin e Grunt è stato cancellato. Lo scrittore Brian Kindregan ha spiegato che a volte i contenuti vengono tagliati a causa di tempo e di questioni finanziarie. Il dialogo era incentrato sulla cura alla genofagia, malattia che lo scienziato salarian rafforzò nel corso della sua storia: la sue eliminazione, negli eventi del gioco, può comportare un errore quando il giocatore si avventura per la missione suicida; infatti, il giocatore potrebbe non riuscire ad ottenere tutte le fedeltà dei compagni. Effettuare un'altra sessione di doppiaggio per sistemare il problema sarebbe avrebbe richiesto maggiore organizzazione e lavoro. Da un punto di vista narrativo, Kindregan credeva anche che un personaggio come Grunt avrebbe adottato l'approccio diretto attaccando e uccidendo Mordin, invece di fare una scenata e chiedere che Shepard si schierasse dalla sua parte per la sua discussione con Mordin.

### Musica
Ogni compagno di squadra in Mass Effect 2 aveva la propria musica composta appositamente per loro come specchio del carattere. Il tema di Mordin è stato composto da David Kates, che ha lavorato anche su temi per altri personaggi come Garrus Vakarian e alla colonna sonora del primo capitolo. Il pezzo realizzato contiene molti contrappunti, ma allo stesso tempo è uno dei più elettronici.

## Storia

### Mass Effect: Foundation
Entrato a far parte della Squadra Operazioni Speciali (SOS), partecipò a un incontro di alto livello sull'apparente adattamento biologico dei krogan alla genofagia, che la rendeva inefficiente. La genofagia è un'arma biologia contro i krogan, ideata dai salarian ed utilizzata dai turian, che colpisce geneticamente la specie facendo diminuire drasticamente la natalità. Mordin propose misure più severe per contrastare maggiormente l'evoluzione della specie krogan, idea che venne accettata con maggioranza nonostante il consigliere Valern provò a cercare altre soluzioni. In meno di una settimana Mordin creò un ceppo modificato: un mese dopo si diressero su Tuchanka, il pianeta natale krogan, diede ordini alla SOS di piazzare un'unità di dispersione. in un canyon per proteggersi dagli elementi. Vicino al sito bersaglio, affidò il trasporto del dispositivo al suo assistente, scherzando col suo vecchio amico, il capitano Chaleen, sull'apparente goffaggine e sulla sorprendente intelligenza del suo assistente.
Entrati nel luogo designato la squadra salarian notò che il sito era occupato dai krogan in preghiera. Una volta scoperti Mordin e il capitano Chaleen si spostarono dalla linea di tiro: Chaleen ordinò la ritirata e nello stesso tempo Mordin ordinò loro di piazzare degli esplosivi nelle gallerie per creare dei diversivi mentre lui e il suo assistente tentavano di impiantare il dispositivo di trasmissione del nuovo ceppo della genofagia.
La femmina krogan aspettò i salarian al sito bersaglio, con un martello in mano e con l'intenzione di uccidere gli intrusi. Mordin e lei si scontrarono, oltre che condividere le loro idee. La femmina era testimone del dolore delle madri nel vedere i loro figli morti, mentre Mordin era convinto che lo sviluppo della specie avrebbe causato possibili guerre. Una volta che gli esplosivi furono innescati, Mordin fu recuperato dai detriti dal capitano Chaleen, che lo incolpò di aver disobbedito. Risaliti sulla navetta, venne medicato piché perse il corno craniale destro nell'esplosione.

### Mass Effect 2
Dopo aver lasciato la SOS, Mordin decise di aprire una clinica su Omega, una stazione spaziale nei sistemi Terminus. Dopo quest'esperienza, spese il suo tempo a curare le persone e a difendersi dalle bande locali, utilizzando anche mech militari della SOS, godendo anche della stima di Aria T'Loak cominciò ad apprezzarlo per la sua spietatezza casuale. Ritornò a Tuchanka solo per delle missioni annuali di ricognizione, per assicurarsi che la genofagia funzionasse. Sebbene altri potessero farlo per lui, Mordin sentiva di dover vedere il danno che aveva fatto, trovando da codardi andarsene.
Nel 2185 il comandante Shepard si dirige ad Omega per reclutarlo come specialista tecnologico per un assalto alla base dei Collettori, su suggerimento dell'Uomo Misterioso. Giunto ad Omega, Shepard lo trova impegnato a risolvere un'epidemia dilagante, opera dei collettori secondo Mordin, in un distretto isolato della stazione. Mordin chiede a Shepard di riattivare i sistemi ambientali disattivati dai vorcha, di distribuire la cura attraverso di essi e di trovare il suo assistente, il dottor Daniel Abrams. Fatto ciò, Mordin si unisce al gruppo e si può parlare con lui a bordo della Normandy.
Parlando con Mordin, Shepard viene a scoprire che il vecchio assistente che lo aiutò con la genofagia, Maelon, è stato catturato dai krogan del clan Weyrloc e imprigionato su Tuchanka. I due scropriranno che il lavoro di Maelon serviva al clan per trovare una cura per la genofagia e conquistare la galassia, attraverso esperimenti brutali sui soggetti rapiti. Vedendo tra i cadaveri una femmina krogan, che si era offerta volontaria, Mordin penserà a tutte le vite spezzate che la mutazione genetica ha causato.
Dopo aver ucciso il capo Weyrloc Guld, trovano Maelon vivo e incolume, scoprendo che stava deliberatamente aiutando il clan a trovare la cura. Mordin può uccidere Maelon per il suo tradimento o essere fermato da Shepard e, sempre secondo la scelta del giocatore, Mordin può salvare o distruggere il lavoro di Maelon, ricco di informazioni.
Come ogni altro compagno di squadra, è possibile che Mordin muoia durante la missione finale del gioco, la "Missione suicida", a seconda delle scelte del giocatore. Le sue possibilità di morire aumentano se il giocatore non completa la sua missione fedeltà. Tuttavia, poiché è solo uno scienziato, è il più debole di tutti i membri della squadra e l'algoritmo del gioco è sviluppato per ucciderlo nel caso in cui le capacità difensive della squadra non fossero abbastanza forti.

### Mass Effect 3
Mordin ritorna in Mass Effect 3 se è sopravvissuto agli eventi della missione suicida del secondo capitolo. La prima apparizione di Mordin avverà sul pianeta natale dei salarian, Sur'Kesh, quando Shepard viene mandato ad aiutare l'evacuazione di alcune femmine krogan fertili. Lì, rivela di essere rientrato nella Squadra Operazioni Sociali come consulente speciale dopo la sconfitta dei Collettori. Mordin rivela che da una delle femmine guarita (che Mordin chiama Eva, riferimento a Santa Eva), si potrà estrarre una cura per la genofagia. Quando la base sarà attaccata dagli agenti di Cerberus, Shepard e Mordin proteggeranno Eva e una volta sventato l'attacco, i tre con il capo del clan Urdnot (Wrex o Wreav in base ai salvataggi del gioco) andranno sulla Normandy per lavorare alla cura.
Non appena Mordin riuscirà ad ottenere una cura per la genofagia, così da rendere immuni tutti i krogan, lui e Shepard si recheranno su Tuchanka: lì, Mordin propone di diffondere la cura attraverso il Velo, una struttura salarian usata per riparare l'atmosfera del pianeta, che contiene anche il ceppo originale della malattia. Shepard domanderà il perché di questa scelta e Mordin risponderà che per combattere i Razziatori sono necessari i krogan. Il giocatore può scegliere tra: lasciare che Mordin salga per curare la ganofagia, a costo della sua vita; sparare a Mordin per impedire che la genofagia venga curata (pur dando l'illusione che lo fosse), assicurandosi il supporto salarian; o convincere Mordin che ora non è il momento giusto per curare la genofagia, facendolo fare marcia indietro e nascondersi (per fingere la sua morte e quindi fingere la dispersione della cura).
Se Mordin sopravvive al gioco, sarà disponibile a parlare tramite olocomunicazione prima della missione finale. Se viene importato un salvataggio in cui Mordin è morto durante la missione suicida di Mass Effect 2, il suo ruolo nel gioco sarà sostituito da un altro salarian di nome Padok Wiks.

#### DLCCitadella
Se Mordin è morto mentre cercava di curare la genofagia o gli si è impedito di curarla, lascerà a Shepard una raccolta dei suoi primi lavori e alcuni racconti sulla sua vita. Un registro contiene un audio da un'apparizione su "Divertirsi con scienza," una specie di programma per bambini con un personaggio chiamato Perry Pyjak, che alla fine degenera parlando di accoppiamento dei varren e dell'infiammabilità di Perry Pyjak. Inoltre, lascerà un altro registro dove racconterà una storia della sua vita su Omega, trattando di battaglie con krogan e una storia d'amore con Aria T'Loak, finita con delle esplosioni. Fra un registro e l'altro ci sono delle canzoni: la prima è sulla divisione cellulare, cantata sulle note di "The Yellow Rose of Texas"; la seconda è sulle proteine e gli amminoacidi sulle note di "Battle Hymn of the Republic"; e l'ultima è la parziale reinterpretazione di Mordin di "Amazing Grace". Il datapad apparirà solo per un periodo di tempo limitato. Se Mordin è stato ucciso da Shepard per impedirgli di curare la genofagia, questo datapad non apparirà.

## Recensione
(Jose Otero, "Why Mass Effect 2's Mordin was Awesome")
GamesRadar+, in un articolo che mette a confronto i doppiatori che interpretano gli stessi personaggi, ha commentato che non potevano fare distinzioni tra i due interpreti. Dopo aver sentito parlare di un possibile futuro film di Mass Effect, Dan Ryckert di Game Informer, esaminato i profili dei diversi personaggi, ha ritenuto che David Hyde Pierce sarebbe stata una scelta ideale per interpretare Mordin. Tom Phillips di Eurogamer lo ha definito uno dei personaggi più complessi, mettendo in evidenza come la sua vita sia una delle trame "più grigie" della serie.
Nel corso degli anni Mordin è stato nominato per vari premi: da IGN come miglior personaggio Xbox 360 del 2010 (perdendo contro il compagno di squadra di ME2 Thane Krios pur vincendo la versione "Reader's Choice"), miglior nuovo personaggio del 2010 da GameSpot e miglior nuovo personaggio nel "Game of the Year 2010" da Giant Bomb, condividendolo con Bayonetta.
Kimberley Wallace di Game Informer lo considerava uno dei migliori personaggi creati da BioWare, definendolo adorabile e citando "il suo comportamento amichevole e la tendenza a cantare". IGN lo ha elencato come il decimo miglior compagno di squadra di Mass Effect, definendolo polarizzante e affascinante. Maximum PC lo ha definito uno dei 25 migliori aiutanti nei giochi, evidenziando il momento in cui può dare a Shepard suggerimenti sul sesso sicuro e sul romanticismo interspecie. GamesRadar lo ha inserito al sedicesimo posto in un elenco dei 50 migliori personaggi di gioco della generazione, descrivendolo come "uno dei membri dell'equipaggio più distinti e di bell'aspetto che abbia mai messo piede sulla Normandy", mentre il loro scrittore John Newby lo ha incluso nella sua lista dei 12 personaggi dei videogiochi che sarebbero stati dei grandi insegnanti.
Un sondaggio dei lettori pubblicato da PC Gamer nel 2015 rivela che Mordin era il terzo personaggio di Mass Effect più popolare, mentre in un articolo del 2016 lo hanno classificato come il secondo miglior compagno della serie Mass Effect. Tom Senior, membro dello staff di PC Gamer, ha detto di amare Mordin "perché mostra che non hai bisogno di stoppia, una voce roca e uno sguardo da mille metri per essere un antieroe". Green Man Gaming ha incluso Mordin nella top 5 dei migliori personaggi del franchise di Mass Effect.
Il riferimento alle opere di Gilbert e Sullivan è stato evidenziato dai critici: Mike Fahey di Kotaku lo ha elencato come uno dei loro momenti di gioco preferiti del 2010, mentre il suo collega Gergo Vas lo ha definito uno dei momenti più iconici della trilogia. Martin Gaston di VideoGamer.com ha definito "il canto di Mordin" come una delle cose che vorrebbero vedere nel terzo gioco in arrivo. Anche Dustin Legarie di IGN che lo staff di VideoGamer.com lo hanno incluso negli elenchi dei momenti migliori di Mass Effect. Un altro momento accolto positivamente dalla critica è stata la sua potenziale scena di morte sacrificale in Mass Effect 3, inclusa anche da Legarie nei suoi 13 momenti migliori di Mass Effect, affermando che la sua morte non sarebbe stata presa bene dai suoi fan, creando anche dispiacere.
Green Man Gaming ha commentato la scena della sua morte definendo coloro che non sarebbero stati colpiti emotivamente come "persone emotivamente a pezzi". La scena della morte ha vinto il premio "Best Moment" ai premi RPG nel 2012 di Game Informer. Gergo Vas di Kotaku ha incluso la sua "chiamata al sipario" nella lista dei "momenti più iconici della trilogia di Mass Effect".
Una delle citazioni di Mordin: "Difficile vedere l'immagine grande dietro un mucchio di cadaveri.", è stata selezionata da GamesRadar come una delle migliori citazioni di videogiochi di tutti i tempi.
Patrick Weekes, colui che ha scritto la sua storia per Mass Effect 3, inizialmente non ha accettato la descrizione del personaggio, essendo un fan del compagno di Urdnot Wrex. Nel corso dello sviluppo, Weekes ha visto due modi per interpretare la scelta di Mordin per la genofagia: considerarlo un "criminale di guerra" o creare un personaggio che dopo aver fatto una scelta sbagliata, fa la cosa giusta. Fu così che la scena finale di Mordin su Tuchanka è stata influenzata sia da Weekes che dal collega scrittore John Dombrow, l'ideatore della storia della genofagia. Weekes ha voluto dare a Mordin un "buon saluto" nella scena.